# Lucian Bălan
Pour les articles homonymes, voir Balan.
Lucian Bălan, né le 25 juin 1959 à Bucarest (Roumanie) et mort le 12 novembre 2015 à Baia Mare (Roumanie), est un footballeur roumain, qui évoluait au poste de milieu de terrain au Steaua Bucarest et en équipe de Roumanie.

## Biographie
Bălan n'a marqué aucun but lors de son unique sélection avec l'équipe de Roumanie en 1987. 
Bălan se suicide le 12 novembre 2015.

## Palmarès

### En équipe nationale
- 1 sélection et 0 but avec l'équipe de Roumanie en 1987.

### Avec le FC Baia Mare
- Finaliste de la Coupe de Roumanie en 1982.

### Avec le Steaua Bucarest
- Champion de Roumanie en 1986, 1987, 1988 et 1989.
- Vainqueur de la Coupe d'Europe des Clubs Champions en 1986.
- Finaliste de la Coupe d'Europe des Clubs Champions en 1989.
- Finaliste de la Coupe intercontinentale en 1986.
- Vainqueur de la Supercoupe de l'UEFA en 1987.
- Vainqueur de la Coupe de Roumanie en 1987 et 1989.